# Krokudden
Krokudden (finska: Koukkuniemi) är ett område och en halvö i stadsdelen Mattby, i staden Esbo i Finland. Krokuddens ligger i söder vid Mattviken som är en vik längs Finska vikens kust. I öst ligger viken Gäddviken som gränsar Mattby från stadsdelen Gäddvik. Norr om Gäddviken separerar Gräsaån stadsdelarna Mattby från Gäddvik.

Krokuddens gränser är inte väl definierade, men vanligtvis brukar Krokudden gränser gå från Mattby strand, längs Strandskogsdalen, Krokuddsstråket och Vedhamnsstigen fram till Gäddvikens strand. Nästan hela området utgörs av småhus. Antalet invånare är 1 038. Krokudden har ett högt antal finlandssvenska invånare. Minst 13,7% av invånarna i det bredare statistiska området Mattsviken (som också innehåller centrala Mattby) har svenska som modersmål. Antalet svenskspråkiga i Krokudden är sannolikt mycket högre.

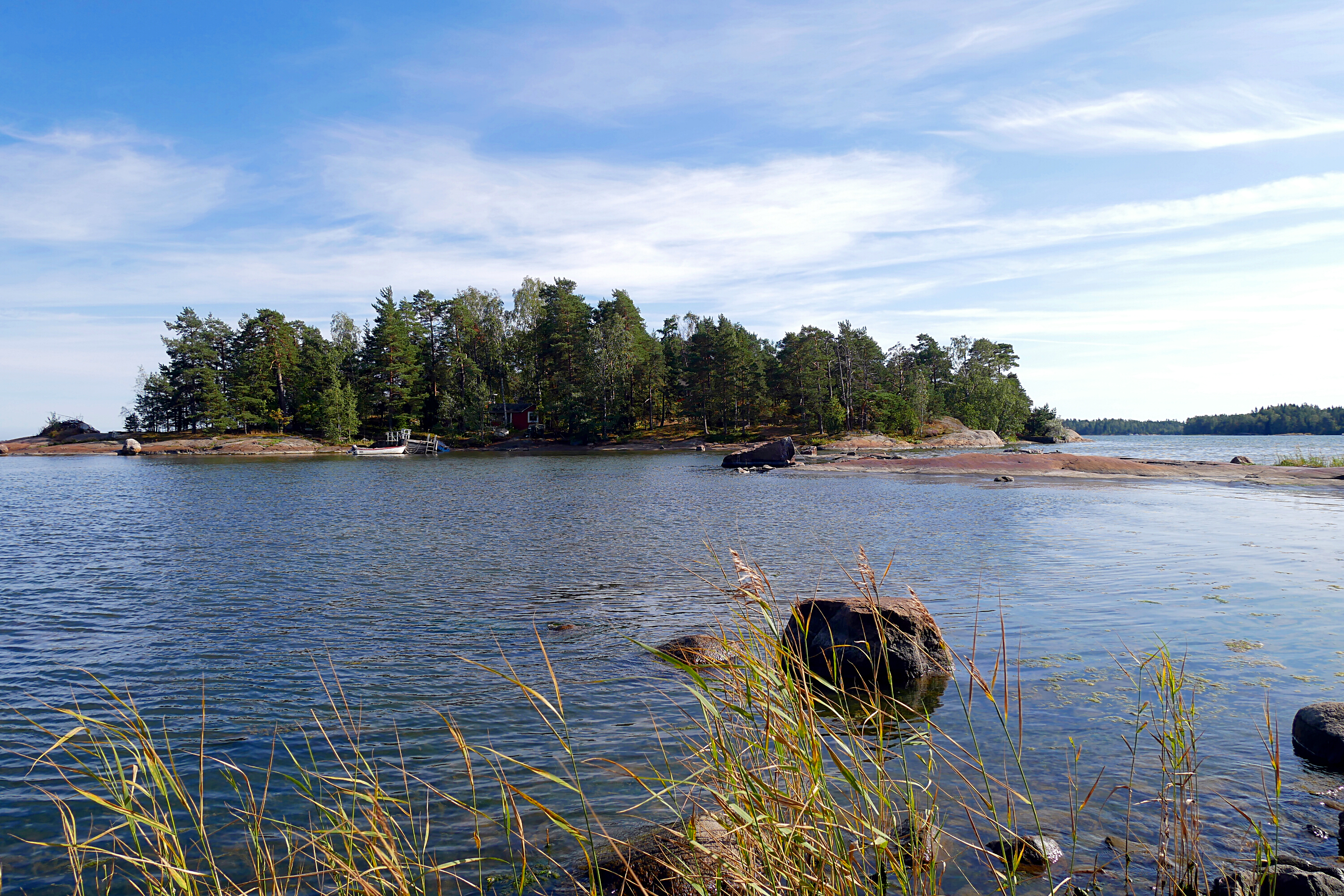
Brändholm sedd från Krokudden
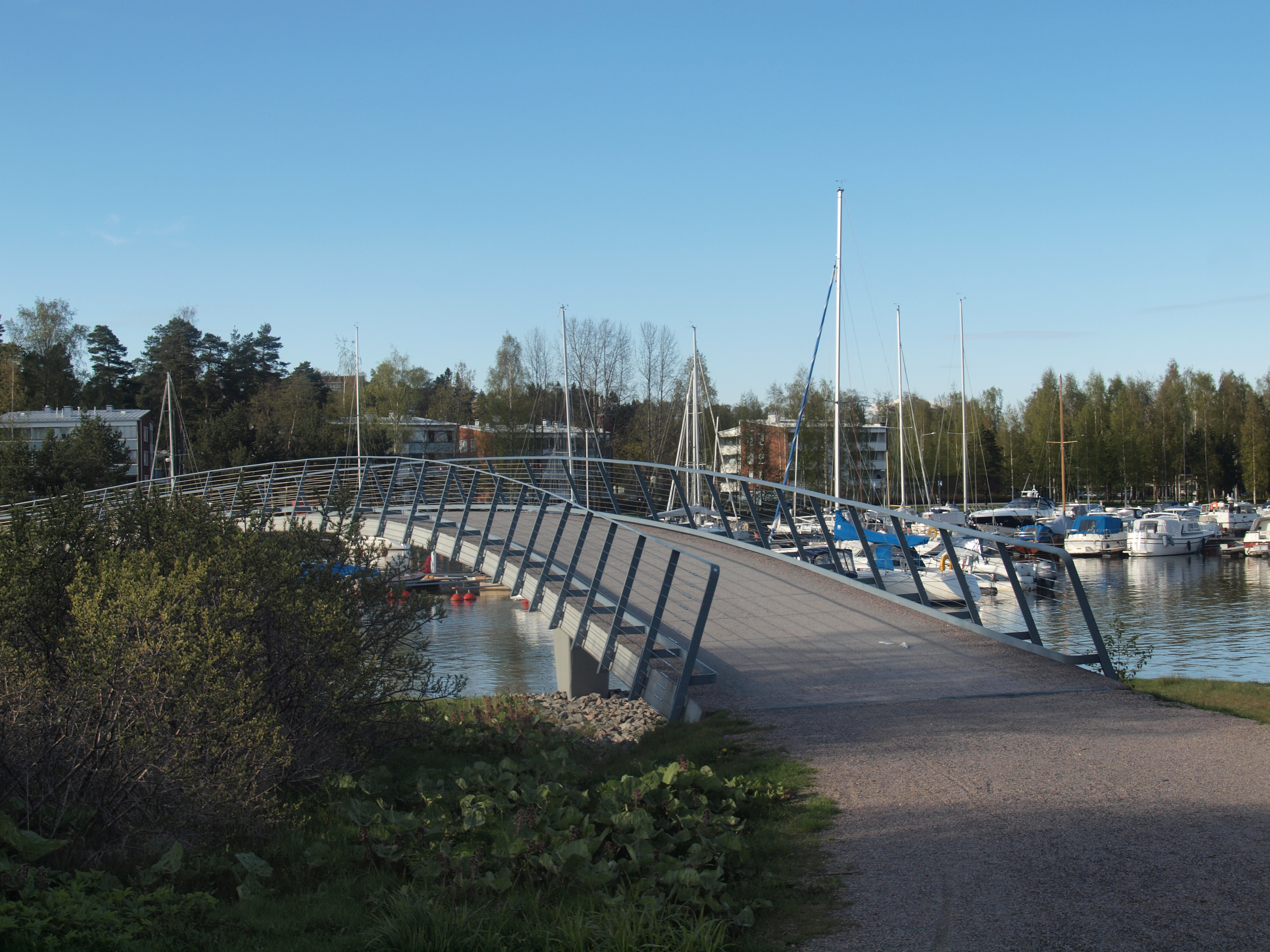
Bro vid Gäddviken i Krokudden. I bakgrunden är stadsdelen Gäddvik.

## Trafik
Ingen kollektivtrafik går i krokudden. De närmaste busshållplatserna ligger ca. 1 km borta, vid Mattbyvägen i Mattby och vid Gäddviksstranden i Gäddvik. Krokudden domineras av Krokuddsvägen, som delar området i två.
Strandpromenaden går längs hela strandområdet i Krokudden.

## Geografi
Terrängen i  Krokudden är varierande. Höga klippor dominerar landskapet i centrala Krokudden och kullen i Strandskogen. Stränderna domineras av klippor.